# Госконюшня (Московская область)
Госконюшня — деревня в Ступинском районе Московской области в составе Леонтьевского сельского поселения (до 2006 года входило в Леонтьевский сельский округ). В деревне на 2015 год 3 улицы, связана автобусным сообщением с посёлком Малино.

## Население
| 2002 | 2006 | 2010 |
| ---- | ---- | ---- |
| 65   | ↘62  | ↗65  |

Госконюшня расположена в восточной части района, на правом берегу реки Коломенка, высота центра деревни над уровнем моря — 179 м. Ближайшие населённые пункты: Утенково — около 0,7 км на запад, Орешково в 1,2 км на юго-восток и Пасыкино — в 1,5 км на северо-запад.